# Split Open 2020
Lo Split Open 2020 è stato un torneo maschile di tennis giocato sulla terra rossa. È stata la 1ª edizione del torneo, facente parte della categoria Challenger nell'ambito dell'ATP Challenger Tour 2020. Si è giocato al Firule Tennis Club di Spalato, in Croazia, dal 28 settembre al 4 ottobre 2020.

## Partecipanti

### Teste di serie
| Nazionalità | Giocatore               | Ranking* | Testa di serie |
| ----------- | ----------------------- | -------- | -------------- |
| Portogallo  | Pedro Sousa             | 113      | 1              |
| Slovacchia  | Jozef Kovalík           | 124      | 2              |
| Stati Uniti | Bradley Klahn           | 134      | 3              |
| Spagna      | Carlos Taberner         | 148      | 4              |
| Serbia      | Danilo Petrović         | 159      | 5              |
| Slovacchia  | Martin Kližan           | 162      | 6              |
| Paesi Bassi | Botic van de Zandschulp | 165      | 7              |
| Giappone    | Tatsuma Itō             | 166      | 8              |

* Ranking al 21 settembre 2020.

### Altri partecipanti
I seguenti giocatori hanno ricevuto una wild card per il tabellone principale:
- Duje Ajduković
- Borna Gojo
- Nino Serdarušić

Il seguente giocatore è entrato in tabellone con il ranking protetto:
- Maximilian Marterer

Il seguente giocatore è entrato in tabellone come special exempt:
- Tomás Martín Etcheverry

I seguenti giocatori sono passati dalle qualificazioni:
- Marcelo Tomás Barrios Vera
- Altuğ Çelikbilek
- Malek Jaziri
- Peđa Krstin

## Punti e montepremi
| Torneo    | Torneo              | V     | F     | SF    | QF    | 2T  | 1T  | Q | Q2  | Q1  |
| Singolare | Punti               | 80    | 48    | 29    | 15    | 7   | 0   | 4 | 1   | 0   |
| Singolare | Premi in denaro (€) | 6 190 | 3 650 | 2 160 | 1 260 | 730 | 450 | – | 225 | 115 |
| Doppio    | Punti               | 80    | 48    | 29    | 15    | –   | 0   | – | –   | –   |
| Doppio    | Premi in denaro (€) | 2 670 | 1 550 | 930   | 550   | –   | 310 | – | –   | –   |

## Campioni

### Singolare
Francisco Cerúndolo ha sconfitto in finale  Pedro Sousa con il punteggio di 4-6, 6-3, 7-6.
- È il primo titolo Challenger in carriera per Cerúndolo.

### Doppio
Treat Huey /  Nathaniel Lammons hanno sconfitto in finale  André Göransson /  Hunter Reese con il punteggio di 6-4, 7-6.